# Ronnie Lee Gardner
Ronnie Lee Gardner, född 16 januari 1961 i Salt Lake City, Utah, död 18 juni 2010 i Utah State Prison, Draper, Utah (avrättad), var en amerikansk dömd mördare.
Gardner dödade en bartender, Melvyn Otterstrom, den 9 oktober 1984 i samband med ett misslyckat rån. Vid rättegången för detta dåd dödade han även en advokat, Michael Burdell, vid ett flyktförsök. För mordet på bartendern dömdes Gardner till livstids fängelse utan möjlighet till frigivning. För mordet på advokaten dömdes Gardner den 22 oktober 1985 till döden. Gardner gavs möjlighet att välja avrättningsmetod – giftinjektion eller arkebusering. Han valde att låta sig arkebuseras.
Gardner avrättades den 18 juni 2010 klockan 00.15 MT av en exekutionspatrull i Utah State Prison. Han dödförklarades klockan 00.17. Gardner var den förste att avrättas genom arkebusering i USA på 14 år.